# Aislados (película de 2005)
Aislados es una película española, dirigida por David Marqués en el año 2005.

## Argumento
Adría es un periodista que llega a Ibiza para buscar "la casa del francés", un pequeño refugio situado en el centro de la isla, concretamente en la población de San Agnès. Allí le espera Kike para disfrutar del fin de semana. Poco a poco, y en clave de humor, se irá dando cuenta de que estos días cambiarán su vida para siempre

## Premios
- Premio Del Público- X Festival Internacional De Cine Independiente De Ourense
- Mejor Película – 1.er Festival Cine Europeo Castilla-La Mancha
- Premio Del Público - VII Festival Internacional de Cine Inédito de Islantilla
- Premio Especial del Jurado – 3.er Festival Young Filmakers Miskolc
- Premio Del Público – 7º Festival Cine Humor Navalcarnero
- Premio del Público - 28 Festival de Cine Mediterráneo de Montpellier
- 49 London Film Festival – Nominada Al Premio Fipresci
- 41 Karlovy Vary Int. Film Festival – Variety Critic’s Choice
- 14th Adana Goldenboll Film Festival (Turquía)
- Transilvania International Film Festival – Sección Oficial
- Festival du Films du Monde Montreal
- 6.ª Festival du Film de Saint-Denis. (Isla de la Reunión) – Sección Oficial
- Bradford International Film Festival
- 19 Panorama of European Cinema, Atenas – Sección Oficial
- 7º Bergen International Film Festival, Noruega – Sección Oficial
- 10 Tallin Black Nights Film Festival, Estonia – Sección Oficial
- 18 CinemaFest Puerto Rico
- 8 Festival Cine Málaga. Sección Oficial Zonazine
- 17º Festival Internacional De Peñiscola.
- Mención Especial – 2º Fart De Riure Barcelona
- XXII Festival De Cine De Bogotá
- 13 Festival Internacional de Cine de Praga Febio Fest.
- XIII Festival de Cine Español de Cáceres
- II Festival de Cine Europeo de Génova
- 7º Festival Internacional de Cine de Las Palmas de Gran Canaria